# Mansuphantes auruncus
Mansuphantes auruncus är en spindelart som först beskrevs av Brignoli 1979.  Mansuphantes auruncus ingår i släktet Mansuphantes och familjen täckvävarspindlar.
Artens utbredningsområde är Italien. Inga underarter finns listade i Catalogue of Life.